# Karl Rahm
Karl Rahm (2. dubna 1907 Klosterneuburg – 30. dubna 1947 Litoměřice) byl rakouský nacista, Sturmbannführer německé Schutzstaffel, který od února 1944 do května 1945 působil jako velitel koncentračního tábora Terezín. Byl třetím a posledním velitelem tábora po Siegfriedu Seidlovi a Antonu Burgerovi.

## Životopis
Narodil se 2. dubna 1907 ve městě Klosterneuburg v tehdejším Rakousku-Uhersku. Vyučil se nástrojařem a nějakou dobu pracoval ve Vídni, kde se ve dvacátých letech 20. století seznámil s činností rakouské nacistické strany. Počátkem 30. let se stal členem a zároveň vstoupil do rakouské podzemní organizace SS. V roce 1938, po anšlusu s nacistickým Německem, se stal důstojníkem SS přiděleným k SS-Oberabschnitt Donau pod velením Ernsta Kaltenbrunnera. Jeho bratr Franz byl jako komunista deportován do koncentračního tábora.
Na začátku druhé světové války v roce 1939 byl SS-Obersturmführerem v Allgemeine-SS. Později byl přidělen ke gestapu a přidělen k Ústřední agentuře pro židovskou emigraci ve Vídni, kde sloužil pod Adolfem Eichmannem. V roce 1940 byl převelen do Prahy do stejného úřadu jako zástupce Hanse Günthera. V březnu 1941 byl spolu s Güntherem nakrátko vyslán do Nizozemska, aby zde zřídil stejnou instituci, což se však nepodařilo.
V únoru 1944 byl povýšen na SS-Sturmbannführera a dostal rozkaz převzít funkci velitele terezínského tábora. Mimo jiné dohlížel na natáčení propagandistického filmu Vůdce daroval Židům město, který byl promítán v zahraničí. Byl známý svou cynickou a zbrklou povahou. Osobně dohlížel na mučení vězňů, kterého se mnohdy sám účastnil. Na druhou stranu měl opačný vztah k některým židovským vězňům, zejména k těm, kteří sdíleli jeho dělnický vídeňský původ. Dále byl známý tím, že některé Židy ušetřil za úplatek deportace.
Spolu s posledními příslušníky SS z Terezína dne 5. května 1945 utekl. Krátce poté byl zajat americkými jednotkami v Rakousku a v roce 1947 vydán do Československa. Před soudem byl shledán vinným ze zločinů proti lidskosti a odsouzen k trestu smrti. Dne 30. dubna 1947, čtyři hodiny po vynesení rozsudku českého soudu, byl popraven oběšením.